# Medalles del Cercle d'Escriptors Cinematogràfics de 1973
La cerimònia de lliurament de les medalles del Cercle d'Escriptors Cinematogràfics de 1973 va tenir lloc en 1974 al Cine Luchana de Madrid. Va ser el vint-i-novè lliurament d'aquestes medalles, atorgades per primera vegada vint-i-vuit anys abans pel Cercle d'Escriptors Cinematogràfics (CEC). Els premis tenien per finalitat distingir als professionals del cinema espanyol i estranger pel seu treball durant l'any 1973. Després de l'acte es va projectar la polèmica pel·lícula The Music Lovers, dirigida per Ken Russell.
Es van lliurar premis en les mateixes dinou modalitats de l'edició anterior, a més d'un premi especial. La gran triomfadora va ser El espíritu de la colmena, que va aconseguir cinc medalles: millor pel·lícula, director, actor, fotografia i música.

## Llista de medalles
| Categoria                            | Premiat                             | Labor premiada                                          |
| ------------------------------------ | ----------------------------------- | ------------------------------------------------------- |
| Millor pel·lícula                    | El espíritu de la colmena           | pel·lícula                                              |
| Millor director                      | Víctor Erice                        | El espíritu de la colmena                               |
| Millor actriu                        | Emma Cohen                          | Al otro lado del espejo                                 |
| Millor actor                         | Fernando Fernán Gómez               | El espítitu de la colmena Ana y los lobos               |
| Millor actriu de repartiment         | Rafaela Aparicio                    | Ana y los lobos                                         |
| Millor actor de repartiment          | Antonio Gamero                      | El love feroz o Cuando los hijos juegan al amor         |
| Millor fotografia                    | Luis Cuadrado                       | El espítitu de la colmena Ana y los lobos Habla, mudita |
| Millor música                        | Luis de Pablo                       | El espíritu de la colmena                               |
| Millor ambientació                   | Ramiro Gómez                        | Pánico en el Transiberiano                              |
| Millor guió                          | Manuel Summers                      | El niño es nuestro                                      |
| Labor literària                      | Ángel Falquina Bartolomé            | Síntesis histórica del cine español                     |
| Millor pel·lícula estrangera         | La huella                           | pel·lícula                                              |
| Premi revelació                      | Manuel Gutiérrez Aragón             | Habla, mudita                                           |
| Millor llibre                        | Equipo Reseña                       | Cine para leer                                          |
| Labor periodística                   | Ramón Pujante                       | Treballs a Línea                                        |
| Millor curtmetratge                  | Tanata                              | De Luis Mamerto López-Tapia                             |
| Millor pel·lícula de sales especials | El discreto encanto de la burguesía | pel·lícula                                              |
| Millor pel·lícula infantil           | El príncipe valiente                | pel·lícula                                              |
| Labor crítica                        | Félix Martialay                     | Treball a El Alcázar                                    |
| Premi especial                       | Rafael J. Salvia                    | Goya                                                    |